# Carlos Balic

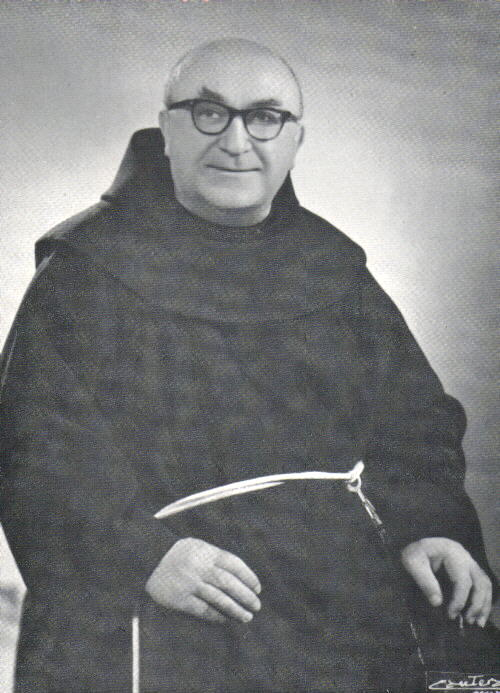

Carlos Balic (Katuni, 6 de diciembre de 1899-Roma, 15 de abril de 1977) fue un teólogo y sacerdote franciscano croata, especialista en la figura y obra de Juan Duns Escoto y rector del Pontificio Ateneo Antonianum de Roma.

## Biografía
Vistió el hábito franciscano el año 1917 en la Provincia del Santísimo Redentor de Dalmacia. Se ordenó sacerdote en 1923, y aquel mismo año lo enviaron a la Universidad Católica de Lovaina, donde obtuvo el doctorado en teología, con una tesis sobre la doctrina de Juan Duns Escoto. Regresó a Croacia y se dedicó a la enseñanza en su Provincia, hasta que, en 1933, lo enviaron al nuevo Pontificio Ateneo Antonianum de Roma, en el que, de 1933 a 1973, desarrolló su larga y fecunda labor docente e investigadora.
Fue un estudioso, investigador, escritor y promotor de publicaciones y de congresos, teniendo como temas preferidos los autores franciscanos medievales y los temas marianos. Fue Rector magnífico del Antonianum de 1947 a 1953. Lo nombraron presidente de la Comisión para la edición crítica de las obras, Opera Omnia, de Escoto (1938-1975), a la que dio un nuevo impulso, hasta el punto de ser considerado su segundo fundador, pues, en efecto, delineó un nuevo «camino» para llevar adelante la tarea superando los muchos y graves obstáculos que la tenían estancada.
Carlos Balic fue además fundador y presidente de la Pontificia Academia Mariana Internacional (1946-1975), ente de coordinación de todos los estudiosos de mariología del mundo, con el que inició una serie de Congresos Franciscanos Asuncionistas que prepararon el camino para la declaración del [dogma de la Asunción], en el que Balic participó activamente, como miembro de la Comisión teológica nombrada por el papa Pío XII.

## Concilio Vaticano II
Organizó y presidió también numerosos Congresos Escotistas y Congresos Marianos Internacionales para la investigación teológica. Asimismo fue: calificador y consultor de la Congregación para la doctrina de la fe (antes Santo Oficio), miembro de la comisión preparatoria del Concilio Vaticano II y después perito del mismo, además de fundador y presidente de la Sociedad Internacional Escotista.
En todo el periodo conciliar, Balic se mostró como uno de los peritos más activos y fecundos, cooperando a la realización del capítulo VIII de la Lumen gentium dedicado a la Virgen María. En 1975, con ocasión del Congreso Mariológico, el Papa Pablo VI reconoció y valoró todo lo que Balic había hecho en nombre de la Orden a favor de toda la Iglesia.